# Municipio de Florence (condado de Williams)
El municipio de Florence (en inglés: Florence Township) es un municipio ubicado en el condado de Williams en el estado estadounidense de Ohio. En el año 2010 tenía una población de 2026 habitantes y una densidad poblacional de 18,21 personas por km².

## Geografía
El municipio de Florence se encuentra ubicado en las coordenadas 41°33′54″N 84°44′25″O / 41.56500, -84.74028. Según la Oficina del Censo de los Estados Unidos, el municipio tiene una superficie total de 111.23 km², de la cual 111,13 km² corresponden a tierra firme y (0,09 %) 0,1 km² es agua.

## Demografía
Según el censo de 2010, había 2026 personas residiendo en el municipio de Florence. La densidad de población era de 18,21 hab./km². De los 2026 habitantes, el municipio de Florence estaba compuesto por el 98,52 % blancos, el 0,1 % eran afroamericanos, el 0,15 % eran amerindios, el 0,1 % eran asiáticos, el 0,05 % eran de otras razas y el 1,09 % eran de una mezcla de razas. Del total de la población el 1,04 % eran hispanos o latinos de cualquier raza.